# White Diamond: A Personal Portrait of Kylie Minogue
White Diamond: A Personal Portrait of Kylie Minogue é um documentário australiano de 2007 que mostra a rotina da cantora Kylie Minogue em sua turnê Showgirl: The Homecoming Tour, feita no final de 2006. Dirigido pelo seu estilista e amigo próximo William Baker, estreou entre os dias 16 e 19 de outubro de 2007 pela Austrália e Reino Unido pelos cinemas Village Cinemas e Vue Cinema nos respectivos países citados; embora tenha sido planejado a não ter um lançamento geral, teve emissão no formato de DVD duplo em 10 de dezembro de 2007 pela Parlophone.
Há várias referências em sua carreira como um todo e de sua luta contra o câncer, e mostra os preparativos da turnê, algumas partes da mesma e bastidores de sua vida durante estas viagens. O projeto em um todo foi gravado em diversas regiões da Europa, Oceania e das Américas. A gravação teve como objetivo, de acordo com Baker no começo desta, "rasgar a superfície" da vida pessoal de Minogue, bem como mostrar a mesma como um ser humano. Além do ambiente dos palcos, Minogue visita vários locais por onde passa durante as filmagens, como lojas de marcas famosas Dolce & Gabbana e Chanel, além de um instituto do câncer em Sydney. Participações de artistas como sua irmã Dannii Minogue e o cantor Bono, da banda de rock U2, também são incluídos nas filmagens da turnê.
Posterior ao seu lançamento, White Diamond recebeu análises mistas dos críticos de cinema. Muitos complementaram a amostra de Minogue como quem realmente é, mas criticaram Baker ter colocado muito mais de si no filme e de que Minogue não demonstra muitos sentimentos fortes durante as gravações. Muitas músicas foram gravadas para a trilha sonora do documentário, incluindo canções novas como "I'm Hip", "You Are There", "White Diamond" e "Alone Again"; a penúltima foi adicionada como faixa bônus de seu décimo álbum de estúdio X, lançado no mesmo ano, e a última foi escrita em 2002 por Madonna e Rick Nowels.

## Antecedentes e desenvolvimento

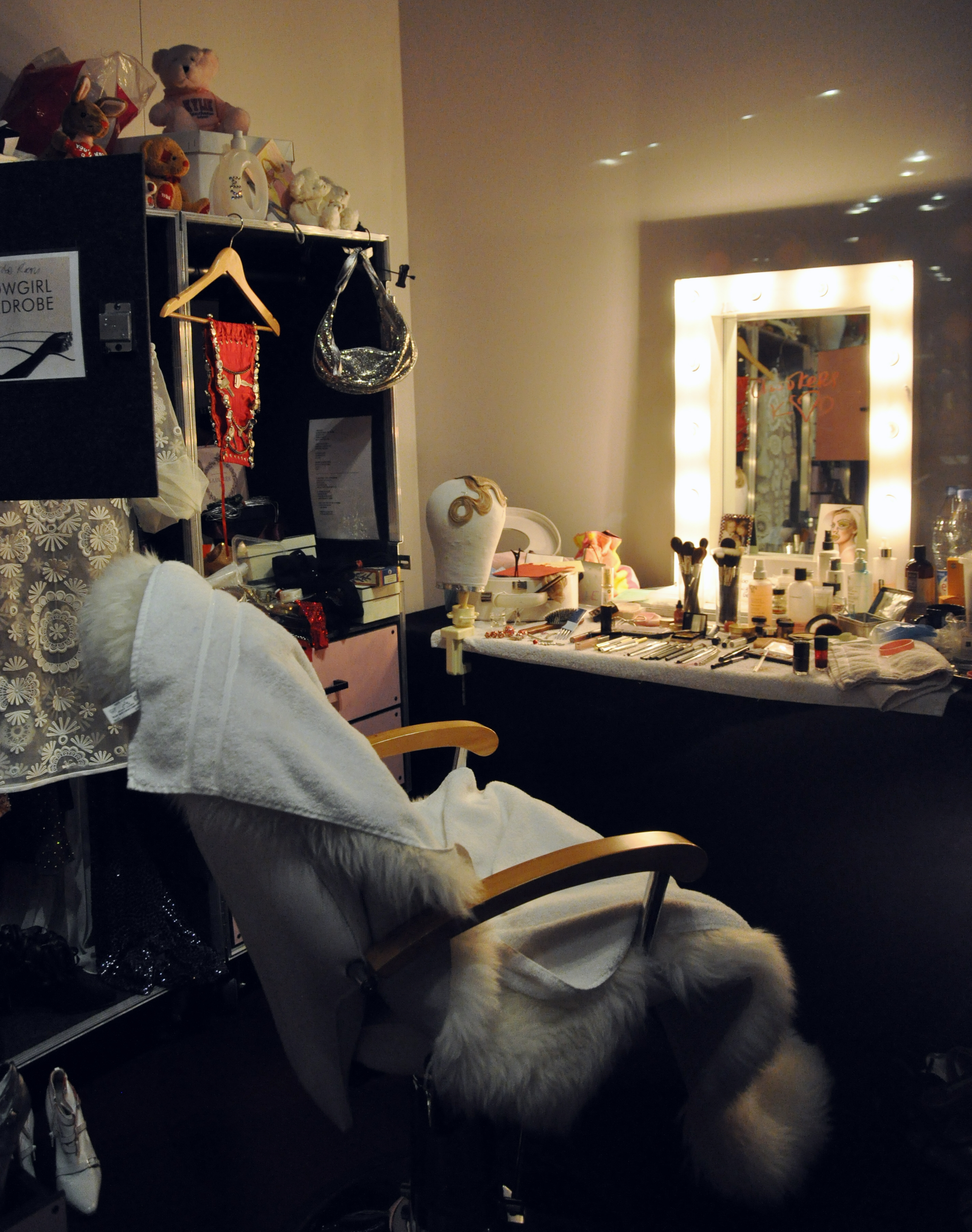
Uma réplica do camarim da Showgirl: The Homecoming Tour.

Minogue lançou seu nono álbum de êxitos Ultimate Kylie em novembro de 2004. Ele conseguiu bastante sucesso nas tabelas pela Europa, tendo certificação de platina tripla pela British Phonographic Industry (BPI) e platina quádrupla pela Australian Recording Industry Association (ARIA). Enquanto promovia o disco com a digressão Showgirl: The Greatest Hits Tour, a cantora foi diagnosticada com câncer de mama em maio de 2005, cancelando as datas de todos os outros concertos que ocorreriam. Em novembro de 2005, foi anunciada  a volta da turnê pelo promotor de concertos da cantora no final de 2006, a qual se intitularia Showgirl: The Homecoming Tour.
Originalmente feito por Baker para um pequeno projeto envolvendo Minogue, este mesmo se transformou no formato atual. Filmado durante agosto de 2006 e março de 2007, teve locações bastante distintas para a gravação; além dos palcos, a cantora visita Acapulco, no México, lojas de marcas famosas Dolce & Gabbana e Chanel e um instituto de tratamento contra o câncer em Sydney. Teve participação do cantor Bono, da banda de rock U2, na parte performance de "Kids" da digressão. Na trilha sonora, "I'm Hip", o cover "You Are There", "White Diamond" e "Alone Again" são faixas de destaque por serem inéditas; a penúltima foi adicionada como faixa bônus de seu décimo álbum de estúdio X, lançado no mesmo ano, e a última foi escrita em 2002 por Madonna e Rick Nowels. O documentário foi descrito por Baker como tendo um trabalho de câmera de "integridade duvidosa", mas ainda mostrou a "essência" do que ocorreu nos bastidores.

## Sinopse
| “ | "Para a maioria das pessoas, Neighbours, "I Should Be So Lucky", Michael Hutchence, hotpants de ouro, 'Can't Get You Out of My Head' e o câncer é igual a Kylie. Eu quero rasgar essa superfície". | ” |
|   | — William Baker no começo do documentário. |   |

Parte do documentário foi filmado em agosto de 2006 em Londres, Inglaterra, onde a artista vivia há 20 anos. Minogue viajou para os estúdios Sadler's Wells para a preparação de dança e coreografia para o recomeço da turnê. Depois disso, o grupo foi para Ealing, para realizarem ensaios musicais e ainda uma sessão de fotos promocional. Ruary McPhie filmou a parte inglesa do filme, como observado nos créditos finais, porque William Baker, o diretor, não poderia filmar no local. Enquanto estava nos estúdios, Baker disse no filme que a turnê se tornaria uma "viagem acidentada" e seria emocional para todos. O grupo foi então para Milão, Itália, para a concepção das roupas e figurinos da digressão. Enquanto isso, Minogue visitou a empresa de design de moda Dolce & Gabbana, que desenhou um traje de gato para ela, com luvas adicionando a escrita "KM". Minogue também visitou a Chanel; eles haviam viajado para Paris para obter o seu vestido Red Disc feito sob encomenda. Ela também havia sido convidada para a Semana da Moda de Paris; Kylie comentou no filme que ela estava "maravilhada" e que "adorou".

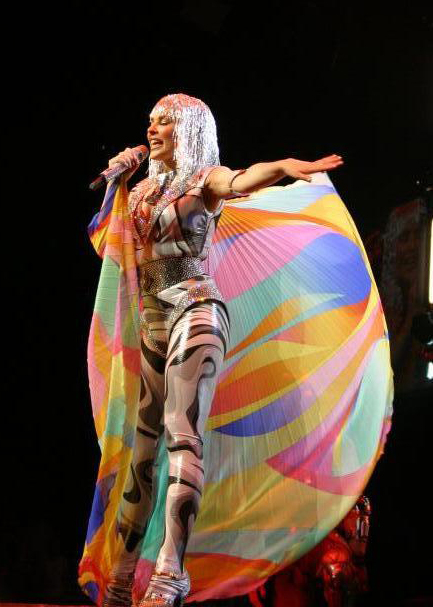
Minogue performando "Can't Get You Out of My Head" no ato Dance of the Cyberman, da turnê Homecoming.

Em novembro de 2006, o grupo viajou para Sydney, Austrália. Enquanto na cidade, Kylie lançou seu perfume, Darling. Mais tarde, ela se apresentou em Brisbane, no mesmo país, onde visitou o Cancer Council. Ela disse que as pessoas que se internaram no instituto tinham "olhavam para mim e estavam pensando o que eu tinha passado", e que todos eles tinham sido "muito corajosos" enquanto lutavam contra a doença. Depois de deixar Brisbane, ela viajou para Byron Bay para uma pausa de dois dias. Ela comentou que a estadia ali havia "liberdade, finalmente". Kylie viajou de volta para Londres, na Arena Wembley para a véspera de Ano Novo; ela celebrou lá com a equipe e o público. O último local de filmagem foi em Acapulco, México, onde Minogue fez uma sessão comercial e disse que iria tirar férias na cidade.

## Lançamento e recepção crítica
White Diamond estreou nos cinemas VUE Cinema da Inglaterra em 16 de outubro de 2007, onde era apresentado apenas por uma noite. Minogue apareceu na estreia do documentário no franquia localizada na Leicester Square do cinema. Minogue chegou com um vestido estudado de diamante, avaliado em mais de US$ 1 milhão em jóias, acompanhada de sua irmã Dannii e o ator Rupert Everett. Na Austrália, houve apenas uma noite de exibição do filme na franquia Village Cinemas em 19 de outubro, e na Nova Zelândia, no Skycity Cinemas em 16 de novembro; todos que foram neste último local receberam uma cópia do single "2 Hearts". O filme não foi planejado em um lançamento físico; no entanto, foi emitido no formato de DVD em 10 de dezembro na Inglaterra pela gravadora Parlophone em dois discos, com duas horas da Homecoming Tour. O álbum de vídeo tem, como bônus, Minogue e sua irmã Dannii cantando "Kids".
Embora o filme não tenha sido exibido para críticos de cinema, o Rotten Tomatoes atualmente detém uma pontuação de 100% sobre 100 do público. A classificação da comunidade do Internet Movie Database foi de 7,8 de 10. Kathy McCabe, do The Daily Telegraph, deu uma revisão positiva, dizendo: "Kylie Minogue revela suas esperanças e medos, mas poucas lágrimas em White Diamond". Ela também descreveu o filme como "espumante". Caitlin Moran, do The Times, disse que o documentário foi feito por "um amigo muito discreto" e que o documentário funciona como "um cansaço de traseiro de duas horas", mas acrescentou que "não deixa em nenhuma dúvida que Kylie é encantadora, alegre, adorável, tímida e disco com uma fabulosa coleção de sapatos".